# Хелоуин 6: Проклятието на Майкъл Майърс
„Хелоуин 6: Проклятието на Майкъл Майърс“ (на английски: Halloween: The Curse of Michael Myers) е американски слашър филм на ужасите от 1995 г.

## Актьорски състав
- Доналд Плийзънс – д-р Самюъл Лумис
- Пол Ръд – Томи Дойл
- Мариън Хейгън – Кера Струд
- Мич Раян – д-р Терънс Уин
- Джордж Уилбър – Майкъл Майърс